# Grange Park
Grange Park is een civil parish in het bestuurlijke gebied Northampton, in het Engelse graafschap Northamptonshire met 4404 inwoners.